# 2013年のナショナルリーグチャンピオンシップシリーズ
2013年の野球において、メジャーリーグベースボール（MLB）のポストシーズンは10月1日に開幕した。ナショナルリーグの第44回リーグチャンピオンシップシリーズ（英語: 44th National League Championship Series、以下「リーグ優勝決定戦」と表記）は、11日から18日にかけて計6試合が開催された。その結果、セントルイス・カージナルス（中地区）がロサンゼルス・ドジャース（西地区）を4勝2敗で下し、2年ぶり19回目のリーグ優勝およびワールドシリーズ進出を果たした。
両球団がポストシーズンで対戦するのは、2009年の地区シリーズ以来4年ぶり4度目。今シリーズでは第4戦終了時点でカージナルスが3勝1敗と、リーグ制覇へ先に王手をかけた。ただカージナルスは、ポストシーズンの7戦4勝制シリーズにおいて3勝1敗から3連敗での逆転敗退を歴代最多の4度も喫しており、リーグ優勝決定戦で3勝1敗とした1996年・2012年の過去2度もいずれも敗退している。今シリーズでもカージナルスは第5戦にこそ敗れたが、第6戦に勝利してジンクスを打破した。シリーズMVPには、メジャー1年目ながら第2戦と第6戦の2試合に先発登板して計13.2イニングを投げ、2勝0敗・防御率0.00という成績を残したカージナルスのマイケル・ワカが選出された。新人選手がポストシーズンのシリーズでMVPを受賞するのは、16年ぶり延べ5人目である。しかしカージナルスは、ワールドシリーズではアメリカンリーグ王者ボストン・レッドソックスに2勝4敗で敗れ、2年ぶり12度目の優勝を逃した。

## 両チームの2013年
10月7日にまずドジャース（西地区優勝）が、そして9日にはカージナルス（中地区優勝）が、それぞれ地区シリーズ突破を決めてリーグ優勝決定戦へ駒を進めた。
ドジャースの2012年は86勝76敗の地区2位で、ポストシーズン進出には2.0ゲーム差届かず。ただその年前半のオーナー交代によって資金力を得たチームは、シーズン中からハンリー・ラミレスやエイドリアン・ゴンザレスら強打者を相次いでトレードで補強するなど、戦力の入れ替えを進めていた。オフにも先発投手のザック・グレインキーや柳賢振を獲得し、2013年開幕時の年俸総額はMLB屈指の高額となった。しかしこの年、序盤は故障者続出もあってもたつく。6月21日には30勝42敗と負け越しが12に達し、地区首位アリゾナ・ダイヤモンドバックスとのゲーム差は9.5に開いた。この時期、監督のドン・マッティングリーには解任の噂も立った。だがそこから巻き返し、前半戦終了時に47勝47敗と勝率を.500へ戻すと、7月22日にはダイヤモンドバックスをかわして首位へ浮上した。その後は失速するダイヤモンドバックスを尻目に勝利を重ね、9月19日に4年ぶりの地区優勝を果たした。平均得点4.01はリーグ7位、防御率3.25はリーグ2位。序盤の低迷から好転した要因としては、怪我から復帰したラミレスや新人外野手ヤシエル・プイグの活躍、ケンリー・ジャンセンの抑え投手定着などが挙げられる。先発ローテーションでもエースのクレイトン・カーショウに加えてグレインキーや柳が好投しており、ラミレスも含め高額選手への投資は的確に行われたといえる。地区シリーズではアトランタ・ブレーブスを3勝1敗で下した。
カージナルスは、2012年は88勝74敗の地区2位でポストシーズンに進出し、ワイルドカードゲームから勝ち上がってリーグ優勝まであと1勝に迫った。オフの動きはほとんどなく、救援左腕ランディ・チョートを加えたのが目立つ程度にとどまった。それでもこの年も地区優勝争いに絡み、ピッツバーグ・パイレーツやシンシナティ・レッズと三つ巴の争いを展開する。故障で離脱する選手も少なくなかったが、ジョー・ケリーやマット・アダムスら新人・若手が次々と台頭してはその穴を埋め、ヤディアー・モリーナらベテラン選手も期待通りに活躍するなど、選手層の厚さを見せつけた。前半戦終了時には57勝36敗で、パイレーツに1.0ゲーム差をつけて地区首位に立つ。後半戦には7連敗を喫してパイレーツに首位を譲った時期もあったが、9月7日にはその座を奪回した。以降は順位を維持したままシーズンを進め、同月27日のシーズン160試合目で4年ぶりの地区優勝を決めた。平均得点4.83はリーグ最高、防御率3.42はリーグ5位。特に打線は得点圏での打率が.330と極めて高く、MLB全体でも2位デトロイト・タイガースの.282に大差をつけた。投手陣にはケリーをはじめ速球に勢いのある若手が多く、その球威は捕手のモリーナが例年であれば1シーズンでひとつのミットを使い続けるところ、この年はシーズン途中でボロボロになり新しいミットに交換しなければならないほどだった。地区シリーズではパイレーツを3勝2敗で下した。
リーグ優勝決定戦の第1・2・6・7戦を本拠地で開催できる "ホームフィールド・アドバンテージ" は、地区優勝球団どうしが対戦する場合はレギュラーシーズンの勝率がより高いほうの球団に、地区優勝球団とワイルドカード球団が対戦する場合は地区優勝球団に与えられる。したがって今シリーズでは、カージナルスがアドバンテージを得る。この年のレギュラーシーズンでは両球団は7試合対戦し、ドジャースが4勝3敗と勝ち越していた。

## ロースター
両チームの出場選手登録（ロースター）は以下の通り。
- 名前の横の★はこの年のオールスターゲームに選出された選手を、＃はレギュラーシーズン開幕後に入団した選手を示す。
- 年齢は今シリーズ開幕時点でのもの。

| ロサンゼルス・ドジャース | ロサンゼルス・ドジャース | ロサンゼルス・ドジャース | ロサンゼルス・ドジャース | ロサンゼルス・ドジャース | ロサンゼルス・ドジャース | ロサンゼルス・ドジャース | セントルイス・カージナルス | セントルイス・カージナルス | セントルイス・カージナルス | セントルイス・カージナルス | セントルイス・カージナルス | セントルイス・カージナルス | セントルイス・カージナルス |
| 守備位置                 | 背番号                   | 出身                     | 選手                     | 投                       | 打                       | 年齢                     | 守備位置                   | 背番号                     | 出身                       | 選手                       | 投                         | 打                         | 年齢                       |
| ------------------------ | ------------------------ | ------------------------ | ------------------------ | ------------------------ | ------------------------ | ------------------------ | -------------------------- | -------------------------- | -------------------------- | -------------------------- | -------------------------- | -------------------------- | -------------------------- |
| 投手                     | 54                       | ベネズエラの旗           | ロナルド・ベリサリオ     | 右                       | 右                       | 30                       | 投手                       | 34                         | カナダの旗                 | ジョン・アックスフォード＃ | 右                         | 右                         | 30                         |
| 投手                     | 21                       | アメリカ合衆国の旗       | ザック・グレインキー     | 右                       | 右                       | 29                       | 投手                       | 36                         | アメリカ合衆国の旗         | ランディ・チョート         | 左                         | 左                         | 38                         |
| 投手                     | 56                       | アメリカ合衆国の旗       | J.P.ハウエル             | 左                       | 左                       | 30                       | 投手                       | 58                         | アメリカ合衆国の旗         | ジョー・ケリー             | 右                         | 右                         | 25                         |
| 投手                     | 74                       | キュラソー島の旗         | ケンリー・ジャンセン     | 右                       | 両                       | 26                       | 投手                       | 31                         | アメリカ合衆国の旗         | ランス・リン               | 右                         | 両                         | 26                         |
| 投手                     | 22                       | アメリカ合衆国の旗       | クレイトン・カーショウ★  | 左                       | 左                       | 25                       | 投手                       | 61                         | アメリカ合衆国の旗         | セス・メイネス             | 右                         | 右                         | 24                         |
| 投手                     | 49                       | ドミニカ共和国の旗       | カルロス・マーモル＃     | 右                       | 右                       | 30                       | 投手                       | 62                         | ドミニカ共和国の旗         | カルロス・マルティネス     | 右                         | 右                         | 22                         |
| 投手                     | 47                       | アメリカ合衆国の旗       | リッキー・ノラスコ＃     | 右                       | 右                       | 30                       | 投手                       | 40                         | アメリカ合衆国の旗         | シェルビー・ミラー         | 右                         | 右                         | 23                         |
| 投手                     | 99                       | 大韓民国の旗             | 柳賢振                   | 左                       | 右                       | 26                       | 投手                       | 44                         | ベネズエラの旗             | エドワード・ムヒカ★        | 右                         | 右                         | 29                         |
| 投手                     | 30                       | ドミニカ共和国の旗       | エディンソン・ボルケス＃ | 右                       | 右                       | 30                       | 投手                       | 26                         | アメリカ合衆国の旗         | トレバー・ローゼンタール   | 右                         | 右                         | 23                         |
| 投手                     | 00                       | アメリカ合衆国の旗       | ブライアン・ウィルソン＃ | 右                       | 右                       | 31                       | 投手                       | 46                         | アメリカ合衆国の旗         | ケビン・シーグリスト       | 左                         | 左                         | 24                         |
| 投手                     | 44                       | アメリカ合衆国の旗       | クリス・ウィズロウ       | 右                       | 右                       | 24                       | 投手                       | 52                         | アメリカ合衆国の旗         | マイケル・ワカ             | 右                         | 右                         | 22                         |
| 捕手                     | 17                       | アメリカ合衆国の旗       | A.J.エリス               | 右                       | 右                       | 32                       | 投手                       | 50                         | アメリカ合衆国の旗         | アダム・ウェインライト★    | 右                         | 右                         | 32                         |
| 捕手                     | 18                       | アメリカ合衆国の旗       | ティム・フェデロビッチ   | 右                       | 右                       | 26                       | 捕手                       | 48                         | アメリカ合衆国の旗         | トニー・クルーズ           | 右                         | 右                         | 27                         |
| 内野手                   | 14                       | アメリカ合衆国の旗       | マーク・エリス           | 右                       | 右                       | 36                       | 捕手                       | 4                          | プエルトリコの旗           | ヤディアー・モリーナ★      | 右                         | 右                         | 31                         |
| 内野手                   | 23                       | アメリカ合衆国の旗       | エイドリアン・ゴンザレス | 左                       | 左                       | 31                       | 内野手                     | 53                         | アメリカ合衆国の旗         | マット・アダムス           | 右                         | 左                         | 25                         |
| 内野手                   | 9                        | アメリカ合衆国の旗       | ディー・ゴードン         | 右                       | 左                       | 25                       | 内野手                     | 13                         | アメリカ合衆国の旗         | マット・カーペンター★      | 右                         | 左                         | 27                         |
| 内野手                   | 7                        | アメリカ合衆国の旗       | ニック・プント           | 右                       | 両                       | 35                       | 内野手                     | 33                         | アメリカ合衆国の旗         | ダニエル・デスカルソ       | 右                         | 左                         | 26                         |
| 内野手                   | 13                       | ドミニカ共和国の旗       | ハンリー・ラミレス       | 右                       | 右                       | 29                       | 内野手                     | 23                         | アメリカ合衆国の旗         | デビッド・フリース         | 右                         | 右                         | 30                         |
| 内野手                   | 5                        | ドミニカ共和国の旗       | フアン・ウリーベ         | 右                       | 右                       | 34                       | 内野手                     | 38                         | アメリカ合衆国の旗         | ピート・コズマ             | 右                         | 右                         | 25                         |
| 内野手                   | 10                       | アメリカ合衆国の旗       | マイケル・ヤング＃       | 右                       | 右                       | 36                       | 内野手                     | 16                         | アメリカ合衆国の旗         | コルテン・ウォン           | 右                         | 左                         | 23                         |
| 外野手                   | 25                       | アメリカ合衆国の旗       | カール・クロフォード     | 左                       | 左                       | 32                       | 外野手                     | 3                          | プエルトリコの旗           | カルロス・ベルトラン★      | 右                         | 両                         | 36                         |
| 外野手                   | 16                       | アメリカ合衆国の旗       | アンドレ・イーシアー     | 左                       | 左                       | 31                       | 外野手                     | 56                         | アメリカ合衆国の旗         | アドロン・チェンバース     | 左                         | 左                         | 27                         |
| 外野手                   | 66                       | キューバの旗             | ヤシエル・プイグ         | 右                       | 右                       | 22                       | 外野手                     | 7                          | アメリカ合衆国の旗         | マット・ホリデイ           | 右                         | 右                         | 33                         |
| 外野手                   | 55                       | アメリカ合衆国の旗       | スキップ・シューマッカー | 右                       | 左                       | 33                       | 外野手                     | 19                         | アメリカ合衆国の旗         | ジョン・ジェイ             | 左                         | 左                         | 28                         |
| 外野手                   | 33                       | アメリカ合衆国の旗       | スコット・バンスライク   | 右                       | 右                       | 27                       | 外野手                     | 43                         | アメリカ合衆国の旗         | シェーン・ロビンソン       | 右                         | 右                         | 28                         |

ドジャースは地区シリーズのロースターから救援投手をふたり入れ替え、クリス・カプアーノとパコ・ロドリゲスに代えてカルロス・マーモルとエディンソン・ボルケスを登録した。カプアーノは地区シリーズ第3戦で3.0イニング無失点と好投したが、カージナルスに対しては相性が悪く、通算で5勝7敗・防御率6.00と苦しんでいる。ロドリゲスは9月の月間防御率が5.68と調子を落としており、地区シリーズでも2試合0.2イニングで2失点を喫した。このふたりはいずれも左投手であるため、ロースターに残る救援左腕はJ.P.ハウエルのみとなった。この年のカージナルス打線は、打率/出塁率/長打率が対左投手の.238/.301/.371と比べて対右投手は.280/.343/.412とより好成績を残しているものの、ドジャースは右投手を増やす選択をした。マーモルはカージナルスとの相性の良さが、ボルケスはカプアーノに代わってロングリリーフをこなせることが、それぞれ評価された。これに対してカージナルスは、地区シリーズからのロースター変更はない。

## 試合結果
2013年のナショナルリーグ優勝決定戦は10月11日に開幕し、途中に移動日を挟んで8日間で6試合が行われた。日程・結果は以下の通り。
| 日付                                                       | 試合  | ビジター球団（先攻）       | スコア | ホーム球団（後攻）         | 開催球場             | 開催球場                                 |
| ---------------------------------------------------------- | ----- | -------------------------- | ------ | -------------------------- | -------------------- | ---------------------------------------- |
| 10月11日（金）                                             | 第1戦 | ロサンゼルス・ドジャース   | 2－3x  | セントルイス・カージナルス | ブッシュ・スタジアム | ブッシュ・スタジアムドジャー・スタジアム |
| 10月12日（土）                                             | 第2戦 | ロサンゼルス・ドジャース   | 0－1   | セントルイス・カージナルス | ブッシュ・スタジアム | ブッシュ・スタジアムドジャー・スタジアム |
| 10月13日（日）                                             |       | 移動日                     | 移動日 | 移動日                     |                      | ブッシュ・スタジアムドジャー・スタジアム |
| 10月14日（月）                                             | 第3戦 | セントルイス・カージナルス | 0－3   | ロサンゼルス・ドジャース   | ドジャー・スタジアム | ブッシュ・スタジアムドジャー・スタジアム |
| 10月15日（火）                                             | 第4戦 | セントルイス・カージナルス | 4－2   | ロサンゼルス・ドジャース   | ドジャー・スタジアム | ブッシュ・スタジアムドジャー・スタジアム |
| 10月16日（水）                                             | 第5戦 | セントルイス・カージナルス | 4－6   | ロサンゼルス・ドジャース   | ドジャー・スタジアム | ブッシュ・スタジアムドジャー・スタジアム |
| 10月17日（木）                                             |       | 移動日                     | 移動日 | 移動日                     |                      | ブッシュ・スタジアムドジャー・スタジアム |
| 10月18日（金）                                             | 第6戦 | ロサンゼルス・ドジャース   | 0－9   | セントルイス・カージナルス | ブッシュ・スタジアム | ブッシュ・スタジアムドジャー・スタジアム |
| 優勝：セントルイス・カージナルス（4勝2敗 / 2年ぶり19度目） |       |                            |        |                            |                      | ブッシュ・スタジアムドジャー・スタジアム |

### 第1戦 10月11日
- ブッシュ・スタジアム（ミズーリ州セントルイス）

|                            | 1 | 2 | 3 | 4 | 5 | 6 | 7 | 8 | 9 | 10 | 11 | 12 | 13 | R | H | E |
| -------------------------- | - | - | - | - | - | - | - | - | - | -- | -- | -- | -- | - | - | - |
| ロサンゼルス・ドジャース   | 0 | 0 | 2 | 0 | 0 | 0 | 0 | 0 | 0 | 0  | 0  | 0  | 0  | 2 | 9 | 0 |
| セントルイス・カージナルス | 0 | 0 | 2 | 0 | 0 | 0 | 0 | 0 | 0 | 0  | 0  | 0  | 1x | 3 | 7 | 0 |

1. 勝利：ランス・リン（1勝）
2. 敗戦：クリス・ウィズロウ（1敗）
3. 審判
［球審］ジェリー・デービス
［塁審］一塁: マーク・カールソン、二塁: マイク・エベリット、三塁: ブルース・ドレックマン
［外審］左翼: テッド・バレット、右翼: グレッグ・ギブソン
4. 試合開始時刻: 中部夏時間（UTC-5）午後7時37分  試合時間: 4時間47分  観客: 4万6691人  気温: 66°F（18.9°C）
詳細: MLB.com Gameday / ESPN.com / Baseball-Reference.com / Fangraphs

| ロサンゼルス・ドジャース | ロサンゼルス・ドジャース | ロサンゼルス・ドジャース | ロサンゼルス・ドジャース | ロサンゼルス・ドジャース                                                                                  | セントルイス・カージナルス | セントルイス・カージナルス | セントルイス・カージナルス | セントルイス・カージナルス | セントルイス・カージナルス                                                                          |
| ------------------------ | ------------------------ | ------------------------ | ------------------------ | --- | -------------------------- | -------------------------- | -------------------------- | -------------------------- | --------------------------------------------------------------------------------------------------- |
| 打順                     | 守備                     | 選手                     | 打席                     | Z・グレインキーA・エリスA・ゴンザレスM・エリスJ・ウリーベH・ラミレスC・クロフォードA・イーシアーY・プイグ | 打順                       | 守備                       | 選手                       | 打席                       | J・ケリーY・モリーナM・アダムスM・カーペンターD・フリースP・コズマM・ホリデイJ・ジェイC・ベルトラン |
| 1                        | 左                       | C・クロフォード          | 左                       | Z・グレインキーA・エリスA・ゴンザレスM・エリスJ・ウリーベH・ラミレスC・クロフォードA・イーシアーY・プイグ | 1                          | 二                         | M・カーペンター            | 左                         | J・ケリーY・モリーナM・アダムスM・カーペンターD・フリースP・コズマM・ホリデイJ・ジェイC・ベルトラン |
| 2                        | 二                       | M・エリス                | 右                       | Z・グレインキーA・エリスA・ゴンザレスM・エリスJ・ウリーベH・ラミレスC・クロフォードA・イーシアーY・プイグ | 2                          | 右                         | C・ベルトラン              | 両                         | J・ケリーY・モリーナM・アダムスM・カーペンターD・フリースP・コズマM・ホリデイJ・ジェイC・ベルトラン |
| 3                        | 遊                       | H・ラミレス              | 右                       | Z・グレインキーA・エリスA・ゴンザレスM・エリスJ・ウリーベH・ラミレスC・クロフォードA・イーシアーY・プイグ | 3                          | 左                         | M・ホリデイ                | 右                         | J・ケリーY・モリーナM・アダムスM・カーペンターD・フリースP・コズマM・ホリデイJ・ジェイC・ベルトラン |
| 4                        | 一                       | A・ゴンザレス            | 左                       | Z・グレインキーA・エリスA・ゴンザレスM・エリスJ・ウリーベH・ラミレスC・クロフォードA・イーシアーY・プイグ | 4                          | 一                         | M・アダムス                | 左                         | J・ケリーY・モリーナM・アダムスM・カーペンターD・フリースP・コズマM・ホリデイJ・ジェイC・ベルトラン |
| 5                        | 右                       | Y・プイグ                | 右                       | Z・グレインキーA・エリスA・ゴンザレスM・エリスJ・ウリーベH・ラミレスC・クロフォードA・イーシアーY・プイグ | 5                          | 捕                         | Y・モリーナ                | 右                         | J・ケリーY・モリーナM・アダムスM・カーペンターD・フリースP・コズマM・ホリデイJ・ジェイC・ベルトラン |
| 6                        | 三                       | J・ウリーベ              | 右                       | Z・グレインキーA・エリスA・ゴンザレスM・エリスJ・ウリーベH・ラミレスC・クロフォードA・イーシアーY・プイグ | 6                          | 中                         | J・ジェイ                  | 左                         | J・ケリーY・モリーナM・アダムスM・カーペンターD・フリースP・コズマM・ホリデイJ・ジェイC・ベルトラン |
| 7                        | 中                       | A・イーシアー            | 左                       | Z・グレインキーA・エリスA・ゴンザレスM・エリスJ・ウリーベH・ラミレスC・クロフォードA・イーシアーY・プイグ | 7                          | 三                         | D・フリース                | 右                         | J・ケリーY・モリーナM・アダムスM・カーペンターD・フリースP・コズマM・ホリデイJ・ジェイC・ベルトラン |
| 8                        | 捕                       | A・エリス                | 右                       | Z・グレインキーA・エリスA・ゴンザレスM・エリスJ・ウリーベH・ラミレスC・クロフォードA・イーシアーY・プイグ | 8                          | 遊                         | P・コズマ                  | 右                         | J・ケリーY・モリーナM・アダムスM・カーペンターD・フリースP・コズマM・ホリデイJ・ジェイC・ベルトラン |
| 9                        | 投                       | Z・グレインキー          | 右                       | Z・グレインキーA・エリスA・ゴンザレスM・エリスJ・ウリーベH・ラミレスC・クロフォードA・イーシアーY・プイグ | 9                          | 投                         | J・ケリー                  | 右                         | J・ケリーY・モリーナM・アダムスM・カーペンターD・フリースP・コズマM・ホリデイJ・ジェイC・ベルトラン |
| 先発投手                 | 先発投手                 | 先発投手                 | 投球                     | Z・グレインキーA・エリスA・ゴンザレスM・エリスJ・ウリーベH・ラミレスC・クロフォードA・イーシアーY・プイグ | 先発投手                   | 先発投手                   | 先発投手                   | 投球                       | J・ケリーY・モリーナM・アダムスM・カーペンターD・フリースP・コズマM・ホリデイJ・ジェイC・ベルトラン |
| Z・グレインキー          | Z・グレインキー          | Z・グレインキー          | 右                       | Z・グレインキーA・エリスA・ゴンザレスM・エリスJ・ウリーベH・ラミレスC・クロフォードA・イーシアーY・プイグ | J・ケリー                  | J・ケリー                  | J・ケリー                  | 右                         | J・ケリーY・モリーナM・アダムスM・カーペンターD・フリースP・コズマM・ホリデイJ・ジェイC・ベルトラン |

### 第2戦 10月12日
- ブッシュ・スタジアム（ミズーリ州セントルイス）

|                            | 1 | 2 | 3 | 4 | 5 | 6 | 7 | 8 | 9 | R | H | E |
| -------------------------- | - | - | - | - | - | - | - | - | - | - | - | - |
| ロサンゼルス・ドジャース   | 0 | 0 | 0 | 0 | 0 | 0 | 0 | 0 | 0 | 0 | 5 | 0 |
| セントルイス・カージナルス | 0 | 0 | 0 | 0 | 1 | 0 | 0 | 0 | X | 1 | 2 | 1 |

1. 勝利：マイケル・ワカ（1勝）
2. セーブ：トレバー・ローゼンタール（1S）
3. 敗戦：クレイトン・カーショウ（1敗）
4. 審判
［球審］マーク・カールソン
［塁審］一塁: マイク・エベリット、二塁: ブルース・ドレックマン、三塁: テッド・バレット
［外審］左翼: グレッグ・ギブソン、右翼: ジェリー・デービス
5. 試合開始時刻: 中部夏時間（UTC-5）午後3時7分  試合時間: 2時間40分  観客: 4万6872人  気温: 75°F（23.9°C）
詳細: MLB.com Gameday / ESPN.com / Baseball-Reference.com / Fangraphs

| ロサンゼルス・ドジャース | ロサンゼルス・ドジャース | ロサンゼルス・ドジャース | ロサンゼルス・ドジャース | ロサンゼルス・ドジャース                                                                                  | セントルイス・カージナルス | セントルイス・カージナルス | セントルイス・カージナルス | セントルイス・カージナルス | セントルイス・カージナルス                                                                        |
| ------------------------ | ------------------------ | ------------------------ | ------------------------ | --- | -------------------------- | -------------------------- | -------------------------- | -------------------------- | ------------------------------------------------------------------------------------------------- |
| 打順                     | 守備                     | 選手                     | 打席                     | C・カーショウA・エリスA・ゴンザレスM・エリスJ・ウリーベN・プントC・クロフォードS・シューマッカーY・プイグ | 打順                       | 守備                       | 選手                       | 打席                       | M・ワカY・モリーナM・アダムスM・カーペンターD・フリースP・コズマM・ホリデイJ・ジェイC・ベルトラン |
| 1                        | 左                       | C・クロフォード          | 左                       | C・カーショウA・エリスA・ゴンザレスM・エリスJ・ウリーベN・プントC・クロフォードS・シューマッカーY・プイグ | 1                          | 二                         | M・カーペンター            | 左                         | M・ワカY・モリーナM・アダムスM・カーペンターD・フリースP・コズマM・ホリデイJ・ジェイC・ベルトラン |
| 2                        | 二                       | M・エリス                | 右                       | C・カーショウA・エリスA・ゴンザレスM・エリスJ・ウリーベN・プントC・クロフォードS・シューマッカーY・プイグ | 2                          | 右                         | C・ベルトラン              | 両                         | M・ワカY・モリーナM・アダムスM・カーペンターD・フリースP・コズマM・ホリデイJ・ジェイC・ベルトラン |
| 3                        | 一                       | A・ゴンザレス            | 左                       | C・カーショウA・エリスA・ゴンザレスM・エリスJ・ウリーベN・プントC・クロフォードS・シューマッカーY・プイグ | 3                          | 左                         | M・ホリデイ                | 右                         | M・ワカY・モリーナM・アダムスM・カーペンターD・フリースP・コズマM・ホリデイJ・ジェイC・ベルトラン |
| 4                        | 右                       | Y・プイグ                | 右                       | C・カーショウA・エリスA・ゴンザレスM・エリスJ・ウリーベN・プントC・クロフォードS・シューマッカーY・プイグ | 4                          | 捕                         | Y・モリーナ                | 右                         | M・ワカY・モリーナM・アダムスM・カーペンターD・フリースP・コズマM・ホリデイJ・ジェイC・ベルトラン |
| 5                        | 三                       | J・ウリーベ              | 右                       | C・カーショウA・エリスA・ゴンザレスM・エリスJ・ウリーベN・プントC・クロフォードS・シューマッカーY・プイグ | 5                          | 三                         | D・フリース                | 右                         | M・ワカY・モリーナM・アダムスM・カーペンターD・フリースP・コズマM・ホリデイJ・ジェイC・ベルトラン |
| 6                        | 中                       | S・シューマッカー        | 左                       | C・カーショウA・エリスA・ゴンザレスM・エリスJ・ウリーベN・プントC・クロフォードS・シューマッカーY・プイグ | 6                          | 一                         | M・アダムス                | 左                         | M・ワカY・モリーナM・アダムスM・カーペンターD・フリースP・コズマM・ホリデイJ・ジェイC・ベルトラン |
| 7                        | 捕                       | A・エリス                | 右                       | C・カーショウA・エリスA・ゴンザレスM・エリスJ・ウリーベN・プントC・クロフォードS・シューマッカーY・プイグ | 7                          | 中                         | J・ジェイ                  | 左                         | M・ワカY・モリーナM・アダムスM・カーペンターD・フリースP・コズマM・ホリデイJ・ジェイC・ベルトラン |
| 8                        | 遊                       | N・プント                | 両                       | C・カーショウA・エリスA・ゴンザレスM・エリスJ・ウリーベN・プントC・クロフォードS・シューマッカーY・プイグ | 8                          | 遊                         | P・コズマ                  | 右                         | M・ワカY・モリーナM・アダムスM・カーペンターD・フリースP・コズマM・ホリデイJ・ジェイC・ベルトラン |
| 9                        | 投                       | C・カーショウ            | 左                       | C・カーショウA・エリスA・ゴンザレスM・エリスJ・ウリーベN・プントC・クロフォードS・シューマッカーY・プイグ | 9                          | 投                         | M・ワカ                    | 右                         | M・ワカY・モリーナM・アダムスM・カーペンターD・フリースP・コズマM・ホリデイJ・ジェイC・ベルトラン |
| 先発投手                 | 先発投手                 | 先発投手                 | 投球                     | C・カーショウA・エリスA・ゴンザレスM・エリスJ・ウリーベN・プントC・クロフォードS・シューマッカーY・プイグ | 先発投手                   | 先発投手                   | 先発投手                   | 投球                       | M・ワカY・モリーナM・アダムスM・カーペンターD・フリースP・コズマM・ホリデイJ・ジェイC・ベルトラン |
| C・カーショウ            | C・カーショウ            | C・カーショウ            | 左                       | C・カーショウA・エリスA・ゴンザレスM・エリスJ・ウリーベN・プントC・クロフォードS・シューマッカーY・プイグ | M・ワカ                    | M・ワカ                    | M・ワカ                    | 右                         | M・ワカY・モリーナM・アダムスM・カーペンターD・フリースP・コズマM・ホリデイJ・ジェイC・ベルトラン |

### 第3戦 10月14日
- ドジャー・スタジアム（カリフォルニア州ロサンゼルス）

|                            | 1 | 2 | 3 | 4 | 5 | 6 | 7 | 8 | 9 | R | H | E |
| -------------------------- | - | - | - | - | - | - | - | - | - | - | - | - |
| セントルイス・カージナルス | 0 | 0 | 0 | 0 | 0 | 0 | 0 | 0 | 0 | 0 | 4 | 0 |
| ロサンゼルス・ドジャース   | 0 | 0 | 0 | 2 | 0 | 0 | 0 | 1 | X | 3 | 9 | 0 |

1. 勝利：柳賢振（1勝）
2. セーブ：ケンリー・ジャンセン（1S）
3. 敗戦：アダム・ウェインライト（1敗）
4. 審判
［球審］マイク・エベリット
［塁審］一塁: ブルース・ドレックマン、二塁: テッド・バレット、三塁: グレッグ・ギブソン
［外審］左翼: ジェリー・デービス、右翼: マーク・カールソン
5. 試合開始時刻: 太平洋夏時間（UTC-7）午後5時7分  試合時間: 2時間54分  観客: 5万3940人  気温: 79°F（26.1°C）
詳細: MLB.com Gameday / ESPN.com / Baseball-Reference.com / Fangraphs

| セントルイス・カージナルス | セントルイス・カージナルス | セントルイス・カージナルス | セントルイス・カージナルス | セントルイス・カージナルス                                                                                  | ロサンゼルス・ドジャース | ロサンゼルス・ドジャース | ロサンゼルス・ドジャース | ロサンゼルス・ドジャース | ロサンゼルス・ドジャース                                                                         |
| -------------------------- | -------------------------- | -------------------------- | -------------------------- | --- | ------------------------ | ------------------------ | ------------------------ | ------------------------ | ------------------------------------------------------------------------------------------------ |
| 打順                       | 守備                       | 選手                       | 打席                       | A・ウェインライトY・モリーナM・アダムスM・カーペンターD・フリースP・コズマM・ホリデイJ・ジェイC・ベルトラン | 打順                     | 守備                     | 選手                     | 打席                     | 柳賢振A・エリスA・ゴンザレスM・エリスJ・ウリーベH・ラミレスC・クロフォードA・イーシアーY・プイグ |
| 1                          | 二                         | M・カーペンター            | 左                         | A・ウェインライトY・モリーナM・アダムスM・カーペンターD・フリースP・コズマM・ホリデイJ・ジェイC・ベルトラン | 1                        | 左                       | C・クロフォード          | 左                       | 柳賢振A・エリスA・ゴンザレスM・エリスJ・ウリーベH・ラミレスC・クロフォードA・イーシアーY・プイグ |
| 2                          | 右                         | C・ベルトラン              | 両                         | A・ウェインライトY・モリーナM・アダムスM・カーペンターD・フリースP・コズマM・ホリデイJ・ジェイC・ベルトラン | 2                        | 二                       | M・エリス                | 右                       | 柳賢振A・エリスA・ゴンザレスM・エリスJ・ウリーベH・ラミレスC・クロフォードA・イーシアーY・プイグ |
| 3                          | 左                         | M・ホリデイ                | 右                         | A・ウェインライトY・モリーナM・アダムスM・カーペンターD・フリースP・コズマM・ホリデイJ・ジェイC・ベルトラン | 3                        | 遊                       | H・ラミレス              | 右                       | 柳賢振A・エリスA・ゴンザレスM・エリスJ・ウリーベH・ラミレスC・クロフォードA・イーシアーY・プイグ |
| 4                          | 捕                         | Y・モリーナ                | 右                         | A・ウェインライトY・モリーナM・アダムスM・カーペンターD・フリースP・コズマM・ホリデイJ・ジェイC・ベルトラン | 4                        | 一                       | A・ゴンザレス            | 左                       | 柳賢振A・エリスA・ゴンザレスM・エリスJ・ウリーベH・ラミレスC・クロフォードA・イーシアーY・プイグ |
| 5                          | 三                         | D・フリース                | 右                         | A・ウェインライトY・モリーナM・アダムスM・カーペンターD・フリースP・コズマM・ホリデイJ・ジェイC・ベルトラン | 5                        | 中                       | A・イーシアー            | 左                       | 柳賢振A・エリスA・ゴンザレスM・エリスJ・ウリーベH・ラミレスC・クロフォードA・イーシアーY・プイグ |
| 6                          | 一                         | M・アダムス                | 左                         | A・ウェインライトY・モリーナM・アダムスM・カーペンターD・フリースP・コズマM・ホリデイJ・ジェイC・ベルトラン | 6                        | 右                       | Y・プイグ                | 右                       | 柳賢振A・エリスA・ゴンザレスM・エリスJ・ウリーベH・ラミレスC・クロフォードA・イーシアーY・プイグ |
| 7                          | 中                         | J・ジェイ                  | 左                         | A・ウェインライトY・モリーナM・アダムスM・カーペンターD・フリースP・コズマM・ホリデイJ・ジェイC・ベルトラン | 7                        | 三                       | J・ウリーベ              | 右                       | 柳賢振A・エリスA・ゴンザレスM・エリスJ・ウリーベH・ラミレスC・クロフォードA・イーシアーY・プイグ |
| 8                          | 遊                         | P・コズマ                  | 右                         | A・ウェインライトY・モリーナM・アダムスM・カーペンターD・フリースP・コズマM・ホリデイJ・ジェイC・ベルトラン | 8                        | 捕                       | A・エリス                | 右                       | 柳賢振A・エリスA・ゴンザレスM・エリスJ・ウリーベH・ラミレスC・クロフォードA・イーシアーY・プイグ |
| 9                          | 投                         | A・ウェインライト          | 右                         | A・ウェインライトY・モリーナM・アダムスM・カーペンターD・フリースP・コズマM・ホリデイJ・ジェイC・ベルトラン | 9                        | 投                       | 柳賢振                   | 右                       | 柳賢振A・エリスA・ゴンザレスM・エリスJ・ウリーベH・ラミレスC・クロフォードA・イーシアーY・プイグ |
| 先発投手                   | 先発投手                   | 先発投手                   | 投球                       | A・ウェインライトY・モリーナM・アダムスM・カーペンターD・フリースP・コズマM・ホリデイJ・ジェイC・ベルトラン | 先発投手                 | 先発投手                 | 先発投手                 | 投球                     | 柳賢振A・エリスA・ゴンザレスM・エリスJ・ウリーベH・ラミレスC・クロフォードA・イーシアーY・プイグ |
| A・ウェインライト          | A・ウェインライト          | A・ウェインライト          | 右                         | A・ウェインライトY・モリーナM・アダムスM・カーペンターD・フリースP・コズマM・ホリデイJ・ジェイC・ベルトラン | 柳賢振                   | 柳賢振                   | 柳賢振                   | 左                       | 柳賢振A・エリスA・ゴンザレスM・エリスJ・ウリーベH・ラミレスC・クロフォードA・イーシアーY・プイグ |

### 第4戦 10月15日
- ドジャー・スタジアム（カリフォルニア州ロサンゼルス）

|                            | 1 | 2 | 3 | 4 | 5 | 6 | 7 | 8 | 9 | R | H | E |
| -------------------------- | - | - | - | - | - | - | - | - | - | - | - | - |
| セントルイス・カージナルス | 0 | 0 | 3 | 0 | 0 | 0 | 1 | 0 | 0 | 4 | 6 | 0 |
| ロサンゼルス・ドジャース   | 0 | 0 | 0 | 2 | 0 | 0 | 0 | 0 | 0 | 2 | 8 | 1 |

1. 勝利：ランス・リン（2勝）
2. セーブ：トレバー・ローゼンタール（2S）
3. 敗戦：リッキー・ノラスコ（1敗）
4. 本塁打
STL：マット・ホリデイ1号2ラン、シェーン・ロビンソン1号ソロ
5. 審判
［球審］ブルース・ドレックマン
［塁審］一塁: テッド・バレット、二塁: グレッグ・ギブソン、三塁: ジェリー・デービス
［外審］左翼: マーク・カールソン、右翼: マイク・エベリット
6. 試合開始時刻: 太平洋夏時間（UTC-7）午後5時8分  試合時間: 3時間17分  観客: 5万3992人  気温: 82°F（27.8°C）
詳細: MLB.com Gameday / ESPN.com / Baseball-Reference.com / Fangraphs

| セントルイス・カージナルス | セントルイス・カージナルス | セントルイス・カージナルス | セントルイス・カージナルス | セントルイス・カージナルス                                                                            | ロサンゼルス・ドジャース | ロサンゼルス・ドジャース | ロサンゼルス・ドジャース | ロサンゼルス・ドジャース | ロサンゼルス・ドジャース                                                                              |
| -------------------------- | -------------------------- | -------------------------- | -------------------------- | --- | ------------------------ | ------------------------ | ------------------------ | ------------------------ | --- |
| 打順                       | 守備                       | 選手                       | 打席                       | L・リンY・モリーナM・アダムスM・カーペンターD・フリースD・デスカルソM・ホリデイJ・ジェイC・ベルトラン | 打順                     | 守備                     | 選手                     | 打席                     | R・ノラスコA・エリスA・ゴンザレスM・エリスJ・ウリーベH・ラミレスC・クロフォードA・イーシアーY・プイグ |
| 1                          | 二                         | M・カーペンター            | 左                         | L・リンY・モリーナM・アダムスM・カーペンターD・フリースD・デスカルソM・ホリデイJ・ジェイC・ベルトラン | 1                        | 左                       | C・クロフォード          | 左                       | R・ノラスコA・エリスA・ゴンザレスM・エリスJ・ウリーベH・ラミレスC・クロフォードA・イーシアーY・プイグ |
| 2                          | 右                         | C・ベルトラン              | 両                         | L・リンY・モリーナM・アダムスM・カーペンターD・フリースD・デスカルソM・ホリデイJ・ジェイC・ベルトラン | 2                        | 二                       | M・エリス                | 右                       | R・ノラスコA・エリスA・ゴンザレスM・エリスJ・ウリーベH・ラミレスC・クロフォードA・イーシアーY・プイグ |
| 3                          | 左                         | M・ホリデイ                | 右                         | L・リンY・モリーナM・アダムスM・カーペンターD・フリースD・デスカルソM・ホリデイJ・ジェイC・ベルトラン | 3                        | 遊                       | H・ラミレス              | 右                       | R・ノラスコA・エリスA・ゴンザレスM・エリスJ・ウリーベH・ラミレスC・クロフォードA・イーシアーY・プイグ |
| 4                          | 一                         | M・アダムス                | 左                         | L・リンY・モリーナM・アダムスM・カーペンターD・フリースD・デスカルソM・ホリデイJ・ジェイC・ベルトラン | 4                        | 一                       | A・ゴンザレス            | 左                       | R・ノラスコA・エリスA・ゴンザレスM・エリスJ・ウリーベH・ラミレスC・クロフォードA・イーシアーY・プイグ |
| 5                          | 捕                         | Y・モリーナ                | 右                         | L・リンY・モリーナM・アダムスM・カーペンターD・フリースD・デスカルソM・ホリデイJ・ジェイC・ベルトラン | 5                        | 中                       | A・イーシアー            | 左                       | R・ノラスコA・エリスA・ゴンザレスM・エリスJ・ウリーベH・ラミレスC・クロフォードA・イーシアーY・プイグ |
| 6                          | 中                         | J・ジェイ                  | 左                         | L・リンY・モリーナM・アダムスM・カーペンターD・フリースD・デスカルソM・ホリデイJ・ジェイC・ベルトラン | 6                        | 右                       | Y・プイグ                | 右                       | R・ノラスコA・エリスA・ゴンザレスM・エリスJ・ウリーベH・ラミレスC・クロフォードA・イーシアーY・プイグ |
| 7                          | 三                         | D・フリース                | 右                         | L・リンY・モリーナM・アダムスM・カーペンターD・フリースD・デスカルソM・ホリデイJ・ジェイC・ベルトラン | 7                        | 三                       | J・ウリーベ              | 右                       | R・ノラスコA・エリスA・ゴンザレスM・エリスJ・ウリーベH・ラミレスC・クロフォードA・イーシアーY・プイグ |
| 8                          | 遊                         | D・デスカルソ              | 左                         | L・リンY・モリーナM・アダムスM・カーペンターD・フリースD・デスカルソM・ホリデイJ・ジェイC・ベルトラン | 8                        | 捕                       | A・エリス                | 右                       | R・ノラスコA・エリスA・ゴンザレスM・エリスJ・ウリーベH・ラミレスC・クロフォードA・イーシアーY・プイグ |
| 9                          | 投                         | L・リン                    | 両                         | L・リンY・モリーナM・アダムスM・カーペンターD・フリースD・デスカルソM・ホリデイJ・ジェイC・ベルトラン | 9                        | 投                       | R・ノラスコ              | 右                       | R・ノラスコA・エリスA・ゴンザレスM・エリスJ・ウリーベH・ラミレスC・クロフォードA・イーシアーY・プイグ |
| 先発投手                   | 先発投手                   | 先発投手                   | 投球                       | L・リンY・モリーナM・アダムスM・カーペンターD・フリースD・デスカルソM・ホリデイJ・ジェイC・ベルトラン | 先発投手                 | 先発投手                 | 先発投手                 | 投球                     | R・ノラスコA・エリスA・ゴンザレスM・エリスJ・ウリーベH・ラミレスC・クロフォードA・イーシアーY・プイグ |
| L・リン                    | L・リン                    | L・リン                    | 右                         | L・リンY・モリーナM・アダムスM・カーペンターD・フリースD・デスカルソM・ホリデイJ・ジェイC・ベルトラン | R・ノラスコ              | R・ノラスコ              | R・ノラスコ              | 右                       | R・ノラスコA・エリスA・ゴンザレスM・エリスJ・ウリーベH・ラミレスC・クロフォードA・イーシアーY・プイグ |

### 第5戦 10月16日
- ドジャー・スタジアム（カリフォルニア州ロサンゼルス）

|                            | 1 | 2 | 3 | 4 | 5 | 6 | 7 | 8 | 9 | R | H  | E |
| -------------------------- | - | - | - | - | - | - | - | - | - | - | -- | - |
| セントルイス・カージナルス | 0 | 0 | 2 | 0 | 0 | 0 | 0 | 0 | 2 | 4 | 10 | 0 |
| ロサンゼルス・ドジャース   | 0 | 2 | 1 | 0 | 1 | 0 | 1 | 1 | X | 6 | 9  | 0 |

1. 勝利：ザック・グレインキー（1勝）
2. 敗戦：ジョー・ケリー（1敗）
3. 本塁打
LAD：エイドリアン・ゴンザレス1号ソロ・2号ソロ、カール・クロフォード1号ソロ、A.J.エリス1号ソロ
4. 審判
［球審］テッド・バレット
［塁審］一塁: グレッグ・ギブソン、二塁: ジェリー・デービス、三塁: マーク・カールソン
［外審］左翼: マイク・エベリット、右翼: ブルース・ドレックマン
5. 試合開始時刻: 太平洋夏時間（UTC-7）午後1時8分  試合時間: 3時間10分  観客: 5万3183人  気温: 82°F（27.8°C）
詳細: MLB.com Gameday / ESPN.com / Baseball-Reference.com / Fangraphs

| セントルイス・カージナルス | セントルイス・カージナルス | セントルイス・カージナルス | セントルイス・カージナルス | セントルイス・カージナルス                                                                          | ロサンゼルス・ドジャース | ロサンゼルス・ドジャース | ロサンゼルス・ドジャース | ロサンゼルス・ドジャース | ロサンゼルス・ドジャース                                                                                  |
| -------------------------- | -------------------------- | -------------------------- | -------------------------- | --------------------------------------------------------------------------------------------------- | ------------------------ | ------------------------ | ------------------------ | ------------------------ | --- |
| 打順                       | 守備                       | 選手                       | 打席                       | J・ケリーY・モリーナM・アダムスM・カーペンターD・フリースP・コズマM・ホリデイJ・ジェイC・ベルトラン | 打順                     | 守備                     | 選手                     | 打席                     | Z・グレインキーA・エリスA・ゴンザレスM・エリスJ・ウリーベH・ラミレスC・クロフォードA・イーシアーY・プイグ |
| 1                          | 二                         | M・カーペンター            | 左                         | J・ケリーY・モリーナM・アダムスM・カーペンターD・フリースP・コズマM・ホリデイJ・ジェイC・ベルトラン | 1                        | 左                       | C・クロフォード          | 左                       | Z・グレインキーA・エリスA・ゴンザレスM・エリスJ・ウリーベH・ラミレスC・クロフォードA・イーシアーY・プイグ |
| 2                          | 右                         | C・ベルトラン              | 両                         | J・ケリーY・モリーナM・アダムスM・カーペンターD・フリースP・コズマM・ホリデイJ・ジェイC・ベルトラン | 2                        | 二                       | M・エリス                | 右                       | Z・グレインキーA・エリスA・ゴンザレスM・エリスJ・ウリーベH・ラミレスC・クロフォードA・イーシアーY・プイグ |
| 3                          | 左                         | M・ホリデイ                | 右                         | J・ケリーY・モリーナM・アダムスM・カーペンターD・フリースP・コズマM・ホリデイJ・ジェイC・ベルトラン | 3                        | 遊                       | H・ラミレス              | 右                       | Z・グレインキーA・エリスA・ゴンザレスM・エリスJ・ウリーベH・ラミレスC・クロフォードA・イーシアーY・プイグ |
| 4                          | 一                         | M・アダムス                | 左                         | J・ケリーY・モリーナM・アダムスM・カーペンターD・フリースP・コズマM・ホリデイJ・ジェイC・ベルトラン | 4                        | 一                       | A・ゴンザレス            | 左                       | Z・グレインキーA・エリスA・ゴンザレスM・エリスJ・ウリーベH・ラミレスC・クロフォードA・イーシアーY・プイグ |
| 5                          | 捕                         | Y・モリーナ                | 右                         | J・ケリーY・モリーナM・アダムスM・カーペンターD・フリースP・コズマM・ホリデイJ・ジェイC・ベルトラン | 5                        | 中                       | A・イーシアー            | 左                       | Z・グレインキーA・エリスA・ゴンザレスM・エリスJ・ウリーベH・ラミレスC・クロフォードA・イーシアーY・プイグ |
| 6                          | 中                         | J・ジェイ                  | 左                         | J・ケリーY・モリーナM・アダムスM・カーペンターD・フリースP・コズマM・ホリデイJ・ジェイC・ベルトラン | 6                        | 右                       | Y・プイグ                | 右                       | Z・グレインキーA・エリスA・ゴンザレスM・エリスJ・ウリーベH・ラミレスC・クロフォードA・イーシアーY・プイグ |
| 7                          | 三                         | D・フリース                | 右                         | J・ケリーY・モリーナM・アダムスM・カーペンターD・フリースP・コズマM・ホリデイJ・ジェイC・ベルトラン | 7                        | 三                       | J・ウリーベ              | 右                       | Z・グレインキーA・エリスA・ゴンザレスM・エリスJ・ウリーベH・ラミレスC・クロフォードA・イーシアーY・プイグ |
| 8                          | 遊                         | P・コズマ                  | 右                         | J・ケリーY・モリーナM・アダムスM・カーペンターD・フリースP・コズマM・ホリデイJ・ジェイC・ベルトラン | 8                        | 捕                       | A・エリス                | 右                       | Z・グレインキーA・エリスA・ゴンザレスM・エリスJ・ウリーベH・ラミレスC・クロフォードA・イーシアーY・プイグ |
| 9                          | 投                         | J・ケリー                  | 右                         | J・ケリーY・モリーナM・アダムスM・カーペンターD・フリースP・コズマM・ホリデイJ・ジェイC・ベルトラン | 9                        | 投                       | Z・グレインキー          | 右                       | Z・グレインキーA・エリスA・ゴンザレスM・エリスJ・ウリーベH・ラミレスC・クロフォードA・イーシアーY・プイグ |
| 先発投手                   | 先発投手                   | 先発投手                   | 投球                       | J・ケリーY・モリーナM・アダムスM・カーペンターD・フリースP・コズマM・ホリデイJ・ジェイC・ベルトラン | 先発投手                 | 先発投手                 | 先発投手                 | 投球                     | Z・グレインキーA・エリスA・ゴンザレスM・エリスJ・ウリーベH・ラミレスC・クロフォードA・イーシアーY・プイグ |
| J・ケリー                  | J・ケリー                  | J・ケリー                  | 右                         | J・ケリーY・モリーナM・アダムスM・カーペンターD・フリースP・コズマM・ホリデイJ・ジェイC・ベルトラン | Z・グレインキー          | Z・グレインキー          | Z・グレインキー          | 右                       | Z・グレインキーA・エリスA・ゴンザレスM・エリスJ・ウリーベH・ラミレスC・クロフォードA・イーシアーY・プイグ |

### 第6戦 10月18日
- ブッシュ・スタジアム（ミズーリ州セントルイス）

|                            | 1 | 2 | 3 | 4 | 5 | 6 | 7 | 8 | 9 | R | H  | E |
| -------------------------- | - | - | - | - | - | - | - | - | - | - | -- | - |
| ロサンゼルス・ドジャース   | 0 | 0 | 0 | 0 | 0 | 0 | 0 | 0 | 0 | 0 | 2  | 2 |
| セントルイス・カージナルス | 0 | 0 | 4 | 0 | 5 | 0 | 0 | 0 | X | 9 | 13 | 0 |

1. 勝利：マイケル・ワカ（2勝）
2. 敗戦：クレイトン・カーショウ（2敗）
3. 審判
［球審］グレッグ・ギブソン
［塁審］一塁: ジェリー・デービス、二塁: マーク・カールソン、三塁: マイク・エベリット
［外審］左翼: ブルース・ドレックマン、右翼: テッド・バレット
4. 試合開始時刻: 中部夏時間（UTC-5）午後7時38分  試合時間: 2時間59分  観客: 4万6899人  気温: 52°F（11.1°C）
詳細: MLB.com Gameday / ESPN.com / Baseball-Reference.com / Fangraphs

| ロサンゼルス・ドジャース | ロサンゼルス・ドジャース | ロサンゼルス・ドジャース | ロサンゼルス・ドジャース | ロサンゼルス・ドジャース                                                                                | セントルイス・カージナルス | セントルイス・カージナルス | セントルイス・カージナルス | セントルイス・カージナルス | セントルイス・カージナルス                                                                            |
| ------------------------ | ------------------------ | ------------------------ | ------------------------ | --- | -------------------------- | -------------------------- | -------------------------- | -------------------------- | --- |
| 打順                     | 守備                     | 選手                     | 打席                     | C・カーショウA・エリスA・ゴンザレスM・エリスJ・ウリーベH・ラミレスC・クロフォードA・イーシアーY・プイグ | 打順                       | 守備                       | 選手                       | 打席                       | M・ワカY・モリーナM・アダムスM・カーペンターD・フリースP・コズマM・ホリデイS・ロビンソンC・ベルトラン |
| 1                        | 左                       | C・クロフォード          | 左                       | C・カーショウA・エリスA・ゴンザレスM・エリスJ・ウリーベH・ラミレスC・クロフォードA・イーシアーY・プイグ | 1                          | 二                         | M・カーペンター            | 左                         | M・ワカY・モリーナM・アダムスM・カーペンターD・フリースP・コズマM・ホリデイS・ロビンソンC・ベルトラン |
| 2                        | 二                       | M・エリス                | 右                       | C・カーショウA・エリスA・ゴンザレスM・エリスJ・ウリーベH・ラミレスC・クロフォードA・イーシアーY・プイグ | 2                          | 右                         | C・ベルトラン              | 両                         | M・ワカY・モリーナM・アダムスM・カーペンターD・フリースP・コズマM・ホリデイS・ロビンソンC・ベルトラン |
| 3                        | 一                       | A・ゴンザレス            | 左                       | C・カーショウA・エリスA・ゴンザレスM・エリスJ・ウリーベH・ラミレスC・クロフォードA・イーシアーY・プイグ | 3                          | 左                         | M・ホリデイ                | 右                         | M・ワカY・モリーナM・アダムスM・カーペンターD・フリースP・コズマM・ホリデイS・ロビンソンC・ベルトラン |
| 4                        | 遊                       | H・ラミレス              | 右                       | C・カーショウA・エリスA・ゴンザレスM・エリスJ・ウリーベH・ラミレスC・クロフォードA・イーシアーY・プイグ | 4                          | 捕                         | Y・モリーナ                | 右                         | M・ワカY・モリーナM・アダムスM・カーペンターD・フリースP・コズマM・ホリデイS・ロビンソンC・ベルトラン |
| 5                        | 中                       | A・イーシアー            | 左                       | C・カーショウA・エリスA・ゴンザレスM・エリスJ・ウリーベH・ラミレスC・クロフォードA・イーシアーY・プイグ | 5                          | 三                         | D・フリース                | 右                         | M・ワカY・モリーナM・アダムスM・カーペンターD・フリースP・コズマM・ホリデイS・ロビンソンC・ベルトラン |
| 6                        | 右                       | Y・プイグ                | 右                       | C・カーショウA・エリスA・ゴンザレスM・エリスJ・ウリーベH・ラミレスC・クロフォードA・イーシアーY・プイグ | 6                          | 一                         | M・アダムス                | 左                         | M・ワカY・モリーナM・アダムスM・カーペンターD・フリースP・コズマM・ホリデイS・ロビンソンC・ベルトラン |
| 7                        | 三                       | J・ウリーベ              | 右                       | C・カーショウA・エリスA・ゴンザレスM・エリスJ・ウリーベH・ラミレスC・クロフォードA・イーシアーY・プイグ | 7                          | 中                         | S・ロビンソン              | 右                         | M・ワカY・モリーナM・アダムスM・カーペンターD・フリースP・コズマM・ホリデイS・ロビンソンC・ベルトラン |
| 8                        | 捕                       | A・エリス                | 右                       | C・カーショウA・エリスA・ゴンザレスM・エリスJ・ウリーベH・ラミレスC・クロフォードA・イーシアーY・プイグ | 8                          | 遊                         | P・コズマ                  | 右                         | M・ワカY・モリーナM・アダムスM・カーペンターD・フリースP・コズマM・ホリデイS・ロビンソンC・ベルトラン |
| 9                        | 投                       | C・カーショウ            | 左                       | C・カーショウA・エリスA・ゴンザレスM・エリスJ・ウリーベH・ラミレスC・クロフォードA・イーシアーY・プイグ | 9                          | 投                         | M・ワカ                    | 右                         | M・ワカY・モリーナM・アダムスM・カーペンターD・フリースP・コズマM・ホリデイS・ロビンソンC・ベルトラン |
| 先発投手                 | 先発投手                 | 先発投手                 | 投球                     | C・カーショウA・エリスA・ゴンザレスM・エリスJ・ウリーベH・ラミレスC・クロフォードA・イーシアーY・プイグ | 先発投手                   | 先発投手                   | 先発投手                   | 投球                       | M・ワカY・モリーナM・アダムスM・カーペンターD・フリースP・コズマM・ホリデイS・ロビンソンC・ベルトラン |
| C・カーショウ            | C・カーショウ            | C・カーショウ            | 左                       | C・カーショウA・エリスA・ゴンザレスM・エリスJ・ウリーベH・ラミレスC・クロフォードA・イーシアーY・プイグ | M・ワカ                    | M・ワカ                    | M・ワカ                    | 右                         | M・ワカY・モリーナM・アダムスM・カーペンターD・フリースP・コズマM・ホリデイS・ロビンソンC・ベルトラン |